# London, Liebe, Taubenschlag
London, Liebe, Taubenschlag ist ein zweiteiliger Fernsehfilm von Michael Keusch aus dem Jahr 2010, der im Auftrag der ARD produziert und im Ersten ausgestrahlt wurde.

## Handlung
Der Lord William Huxley III. macht der jungen und attraktiven Annina, die seit sechs Jahren im Londoner Goethe-Institut arbeitet, einen Heiratsantrag. William weiß allerdings nicht, dass Annina eigentlich schon verheiratet ist und nur getrennt von ihrem Noch-Ehemann Tom lebt. Sie beschließt nach Deutschland zu fliegen, um ihre einstige Liebe, die im Bochumer Stadtteil Wiemelhausen wohnt, zu einer Scheidung zu überreden. Annina nutzt auch die Gelegenheit, bei ihren Eltern vorbeizufahren, um sich mit ihnen auszusprechen. Sowohl Tom als auch ihre Eltern sind sehr überrascht, freuen sich aber doch über den unerwarteten Besuch. Ihre Mutter backt ihr sogleich eine Stachelbeertorte, wie sie Annina schon als Kind gern gegessen hat. Auch sonst genießt sie das deutsche Essen, das sie in den letzten Jahren sehr vermisst hat. Bei ihren Eltern hängt gerade der Haussegen etwas schief, weil ihr Vater in letzter Zeit zu viel Zeit mit seinen Brieftauben verbringt und ihre Mutter sich deshalb vernachlässigt fühlt.
Dank eines befreundeten Rechtsanwalts haben Tom und Annina schon am nächsten Tag einen ersten Scheidungstermin. Allerdings fehlt die Heiratsurkunde, die Tom nun suchen soll. Annina hilft ihm dabei und so werden bei der Durchsicht der Sachen viele alte Erinnerungen wach. Leider aber auch schlechte, an die Dinge, deretwegen sie es zu Hause nicht mehr ausgehalten hatte und nach London ging. Tom gesteht ihr, dass sich seine Gefühle für sie seit sechs Jahren nicht geändert hätten, was Annina etwas verunsichert. Auf die Frage, ob sie ihren Lord wirklich lieben würde, antwortet sie nicht und geht. Bei ihren Eltern gibt es auch noch einiges zu tun. Ihr Vater vermisst seit einiger Zeit eine seiner Sporttauben und hofft nun jeden Tag, dass das Tier, „Libuda“ genannt, zurückkommt. Annina nutzt dagegen einfach das Internet und stellt einen Steckbrief der Taube ein, den sie nun per E-Mail allen Taubenzüchtern des Verbandes schickt. Im Unterschied zum Vater und seiner Vorliebe für Tauben, liebt ihre Mutter richtige Rennpferde. Annina besucht mit ihr die Trabrennbahn, sie gewinnen sogar. Auch ihr Vater hat gute Neuigkeiten, denn ein Taubenzüchter hat seinen „Libuda“ gesehen und zu sich in den Taubenschlag gelockt. Allerdings will er nun dort nicht mehr weg, weil er sich hier in eine Täubin verguckt hat.
Seit Annina in Wiemelhausen ist, vergeht kein Tag, an dem sie nicht mit Tom zusammen ist. So bleibt es nicht aus, dass in ihr die alten Gefühle wieder wach werden und sie auch mit Tom schläft. Das bereut sie aber schon bald. Denn in London hat William Huxley III. zufällig von Anninas Ehe erfahren und ist ihr nun nachgereist. Damit steht Annina zwischen zwei Männern und weiß nicht, für wen sie sich entscheiden soll. Doch am Ende gibt sie William den Verlobungsring zurück. Aber sie bleibt auch nicht bei Tom, sondern fliegt nach London zurück. Sie fühlt sich dort aber nicht mehr wohl. Kaum, dass sie angekommen ist, reist sie nach Wiemelhausen zurück, wo Tom sie sogleich in seine Arme nimmt.

## Hintergrund
London, Liebe, Taubenschlag wurde vom 7. Oktober 2008 bis zum 8. November 2008 in der Ruhrgebietsstadt Bochum im Stadtteil Wiemelhausen und der britischen Hauptstadt London gedreht. Für den Film zeichnete die Endemol Shine Germany verantwortlich.

## Kritik
Rainer Tittelbach von Tittelbach.tv wertete: „Vom Goethe-Institut in den Taubenschlag, von London zurück ins Ruhrgebiet. ‚Zuhause is, wo dat Herz schlägt!‘ Der Zuschauer fühlt sich wie in der Kneipe – und würde man die Ingredienzien dieses Films auf ihre Essenz verdichten, hätte man einen Schlager: gefälliges Trallala, ein bisschen synthetisch, ein bisschen kitschig, ein bisschen wahrhaftig.‘“
Für die Kritiker der Fernsehzeitschrift TV Spielfilm war London, Liebe, Taubenschlag lediglich „Schmunzelkitsch“, „dank netter Nebenfiguren leidlich amüsant, aber letztlich zu platt und in Klischees ertränkt.“ Ergo eine „Liebelei mit reichlich Ketchup-Mayo-Soße“. Sie bewerteten den Film mit einer mittleren Wertung, dem Daumen zur Seite.